# Теория конструирования эмоций
Тео́рия конструи́рования эмо́ций — научная теория, предложенная профессором психологии Северо-Восточного университета в Бостоне Лизой Фельдман Барретт (англ. Lisa Feldman Barrett). Популярное изложение теории она сделала в книге «Как рождаются эмоции» (англ. How Emotions are Made: The Secret Life of the Brain).
Теория гласит, что человек самостоятельно может контролировать конструирование эмоции, в отличие от классического представления рефлекторного создания эмоций в ответ на окружающие события.
Теория конструирования эмоций включает в себя идеи социального конструктивизма и нейроконструктивизма.
Теория конструирования эмоций подвергается критике за недостаточность объективных критериев эмоций в ней и за расплывчатость предмета теории — термин «эмоции» не имеет строгого научного определения.

## Об авторе
Ли́за Фе́льдман Ба́рретт — доктор наук, профессор психологии Северо-Восточного университета в Бостоне. Лауреат награды National Institutes of Health Director’s Pioneer Award за исследования эмоций, член Королевского общества Канады. Специалист в области аффективных нейроисследований, психологии эмоций, социальной и личностной психологии.  
Исследования доктора Барретт сфокусированы на исследовании эмоций с психологической и нейронаучной точек зрения. Ее исследовательская лаборатория практикует междисциплинарный подход и применяет методы социологической, клинической и личностной психологии, физиологии, когнитивной нейронауки. Текущие исследования сфокусированы на понимании психологического конструирования эмоций.

## Содержание теории
В каждый момент бодрствования ваш мозг использует прошлый опыт, организованный в виде понятий, чтобы руководить вашими действиями и приписывать значение вашим ощущениям. Когда затронутые понятия являются понятиями эмоций, ваш мозг конструирует случаи явления эмоцииЛиза Барретт, "Как рождаются эмоции"
Теория утверждает, что эмоции не являются врожденным фактором, а создаются человеком посредством физических свойств тела и пластичного мозга. Предсказывания мозга конструируются на основе прошлого опыта и системы понятий в результате чего создается «случай» эмоции. Таким образом, данная теория опровергает существовавшую раннее идею об «отпечатках» эмоций.
Невозможно говорить об универсальной эмоции “страх”. В определённом сообществе, существует понятие “страх” (являющееся частью понятийного аппарата), которое описывает ситуацию, в которой данную эмоцию принято испытывать, но тем не менее каждый человек воспроизводит “случай страха” по-своему. Таким образом, можно говорить об общепринятой категории “страх”, которая включает в себя все схожие “случаи страха” со своими особенностями и различиями, понятными только испытуемому.
Главными компонентами для создания эмоций являются:
- Интероцепция
- Понятийный аппарат
- Социальная реальность

## Доказательства
В книге «Как рождаются эмоции» Лиза Барретт описывает процесс проведения экспериментов, доказывающих данную теорию. Одним из таких является усовершенствованный метод базовых эмоций.
В качестве одного из доказательств в ходе эксперимента ученые лаборатории показывали испытуемым фотографии и просили определить какую эмоцию испытывает человек на фотографии. Эксперимент проходил в три этапа, сначала испытуемым предлагалось выбрать название эмоции из списка, затем предоставлялись две фотографии, где испытуемым следовало указать, испытывают ли люди на фотографии одну и ту же эмоцию. В конце эксперимента испытуемым надо было назвать эмоцию, которую испытывал человек на фотографии. Результаты эксперимента показали, что с каждым последующим этапом, опрошенные испытывали все большие трудности. Это доказывает, что для распознавания эмоций человеку необходим понятийный аппарат.
Впоследствии результаты были подтверждены ещё одним экспериментом, проведенным в Намибии Марией Гендрон и Деби Роберсон.

## Роль в массовой культуре
Теория конструирования эмоций предполагает, что человек не может достоверно определять эмоции других людей. На основе метода СКЛиД, было доказано, что каждый "случай эмоции” не имеет своего отпечатка ни в мозге, ни в физиологии. Это значит, что невозможно говорить о, так называемом, "выражении лица" или "выражении эмоции на лице", т.к. не обнаружено доказательств того, что в случае конкретной эмоции задействованы определённые мускулы на лице или части мозга.
Наше представление о языке тела и выражении лица, согласно теории, является ошибочным, так как отражает только отдельные «случаи» эмоций, которые не являются универсальными для общего понимания, так как мозг генерирует “случай эмоции” по-разному в каждой отдельной ситуации с учетом ее особенностей. Таким образом, понимание теории влияет на современное восприятие межличностных отношений.
Итоговое основное предположение классического взгляда состоит в том, что некоторые эмоции являются врожденными и универсальными: считается, что все здоровые люди в мире могут демонстрировать и распознавать их. Теория конструирования эмоций, напротив, предполагает, что эмоции не являются врожденными, а если они универсальны, то за счет общих понятийЛиза Барретт, "Как рождаются эмоции"

## Альтернативные точки зрения
Наряду с теорией конструирования эмоций существует несколько видов психологических теорий эмоций, рассматривающих разные аспекты существования эмоций, но кардинально отличающихся от теории конструирования эмоций.
Классический взгляд предполагает, что эмоции — это универсальные чувства, с которыми рождаются и которые испытывает каждый человек. В связи с этим, согласно классическому взгляду, мы можем с точностью распознать эмоции других людей.

## Критика
Ральф Адольфс, профессор психологии, нейробиологии и биологии Калифорнийского технологического института в 2017 году опубликовал критическую статью, в которой рассматривает объективность идей теории конструирования эмоций.
Главным замечанием профессора является недостаточность объективных критериев эмоций в исследовании. Кроме того, он отмечает три главных недостатка в теории Лизы Барретт:
- Теория касается не столько эмоций, сколько нейроисследований в целом.
- Схожие концепции существовали еще до появления данной теории, что не позволяет причислить теорию конструирования эмоций к уникальному открытию Лизы Барретт
- Отсутствие четкого определения для понятия «эмоция»

Тем не менее, ученый оценивает неоспоримый вклад в изменение восприятия и понимания эмоций.